# Cedar Ridge
Cedar Ridge es un lugar designado por el censo ubicado en el condado de Tuolumne en el estado estadounidense de California. En el año 2010 tenía una población de 1,132 habitantes.

## Geografía
Cedar Ridge se encuentra ubicado en las coordenadas 38°3′56″N 120°16′26″O / 38.06556, -120.27389.